# Cambrer

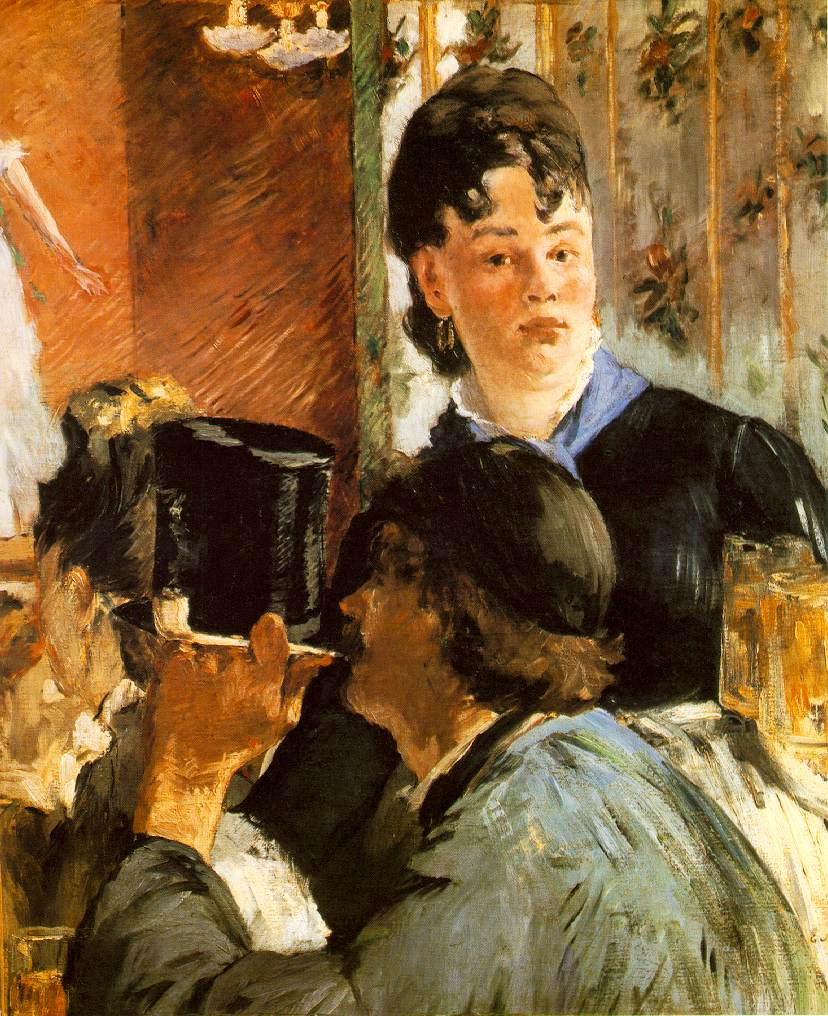
La cambrera (Edouard Manet).

Un cambrer o mosso és la persona que té com a ofici atendre els clients d'un establiment proporcionant aliments, begudes, assistència durant l'estada, proporcionar el compte (en establiments de major categoria, el compte i el cobrament el fa el maître) cobrar l'import i tornar el canvi. Un cambrer controla un rang de diverses taules en establiments grans o totes les taules si és un lloc petit.

## Indumentària
La indumentària pot variar considerablement segons lloc o empresa i en alguns països l'uniforme usual sol ser una cosa així com: 
- Camisa blanca de màniga llarga.
- Corbata de llacet o corbatí.
- Pantaló de pinça negre.
- Mitjons negres.
- Sabates negres (de vestir).
- Polit, afaitat, pèl ordenat, ungles curtes i mans netes.
- Cal portar placa identificativa.
- No ha de portar cadenes, polseras ni rellotge és de cap classe.

## Eines
Un cambrer sol portar amb si eines bàsiques com un llevataps o un obridor, encenedor o llumins i bolígraf. En determinats llocs poden afegir elements extra com una llibreta de comandes comander o TPV i un davantal o un braçalet indicant ser cap de secció.
Alguns establiments fan ús del pagament al comptat per part del cambrer de les consumicions que demana al bàrman: els clients paguen al cambrer les begudes al comptat, el cambrer torna el canvi al client en l'acte i cada nova comanda de begudes demanades al barman, ha d'abonar abans de marxar amb elles per servir-les als clients) obligant a aquest a portar un fons en moneda per a les operacions de pagament amb el client. En acabar la jornada, el cambrer lliura el fons al barman o cap de bar.

## Cambrer d'hotel i restaurant
Els cambrers d'hotel solen anar uniformats amb diferent aparença segons l'hora del dia. Al matí, poden vestir camisa i llacet, pel sopar a més vestir una armilla mentre que un cap de secció faria servir corbata en lloc de l'ocell. En zones turístiques és comú que el cambrer parli un idioma extra (normalment és anglès) per a entendre a la clientela. En hotels que serveixen els àpats en buffet, els cambrers actuen servint les begudes i retirant plats usats, a la vegada controlen l'existència de menjar a les safates del bufet per avisar cuina si cal que elaborin més d'un mateix plat. En acabar l'horari de menjador, els clients han de desallotjar el lloc i els cambrers entren a la cuina, per repassar amb un litoral net els plats i coberts que han sortit del rentaplats. A la terrassa o saló de l'hotel serveixen begudes a rangs de taules, controlant neteja de cendrers i retirat de material usat mitjançant un protocol. Probablement la llei primària d'un cambrer sigui sortir carregat i entrar carregat. Un cambrer expert coneix tècniques per augmentar la producció provocant situacions i fent discretes preguntes als clients en el moment de la 
presa de comanda.
La cambrera de pisos és la o el professional que es dedica a mantenir en perfecte estat de neteja i ordre les habitacions d'un hotel. Normalment així sigui de més o menys categoria l'establiment aquests cambrers estaran més especialitzats o menys, arribant fins i tot a haver-hi diversos cambrers de pisos en una mateixa planta.

## Història
Antigament, el cambrer era un criat de molta distinció a casa dels grans, que manava sobre tot el que pertany a la seva cambra. Altres cambrers eren: 
- Cambrer major. A la corona d'Aragó era el guardià de la cambra reial, i el càrrec encloïa atribucions financeres: recepció i distribució d’ingressos reials, fins que al segle xiv passà a ser anomenat camarlenc.[1] A la casa reial de Castella es deia així el cap de la cambra del rei fins que es van introduir l'estil i els noms de la casa de Borgonya.
- Cambrera major. La senyora de més autoritat entre les que servien a la reina. Havia de ser gran d'Espanya i entre moltes preeminències tenia la d'enviar a totes les que servien a palau.
- Cambrer d'armes. El que estava encarregat de la cura i conservació de les cadires, guarnicions i altres objectes propis de la cavallerissa.